# عنکبوت گردباف باغی استرالیایی
 عنکبوت گردباف باغی استرالیایی(نام علمی: Eriophora transmarina) نام یک گونه از تیره عنکبوت‌های گردباف است.

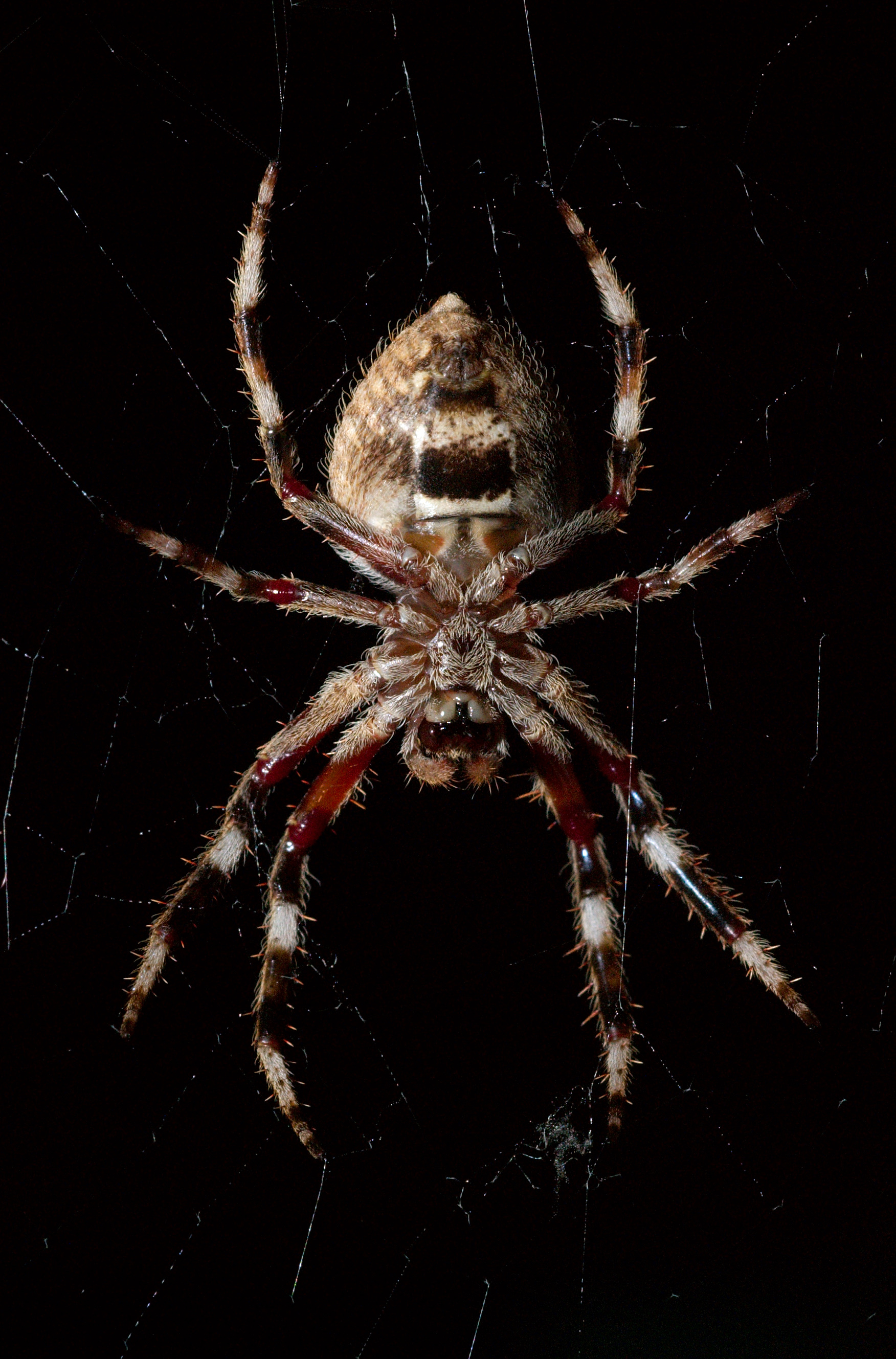
تصویر شکم